# Crooked Creek (Géorgie)
Crooked Creek est une census-designated place située dans le comté de Putnam, dans l’État de Géorgie, aux États-Unis. Lors du recensement de 2020, elle comptait 685 habitants.